# Skrjabinalius cryptocephalus
Skrjabinalius cryptocephalus är en rundmaskart som beskrevs av Delyamure 1942. Skrjabinalius cryptocephalus ingår i släktet Skrjabinalius och familjen Pseudaliidae. Inga underarter finns listade i Catalogue of Life.